# Viagem apostólica de Francisco a Cuba e ao México

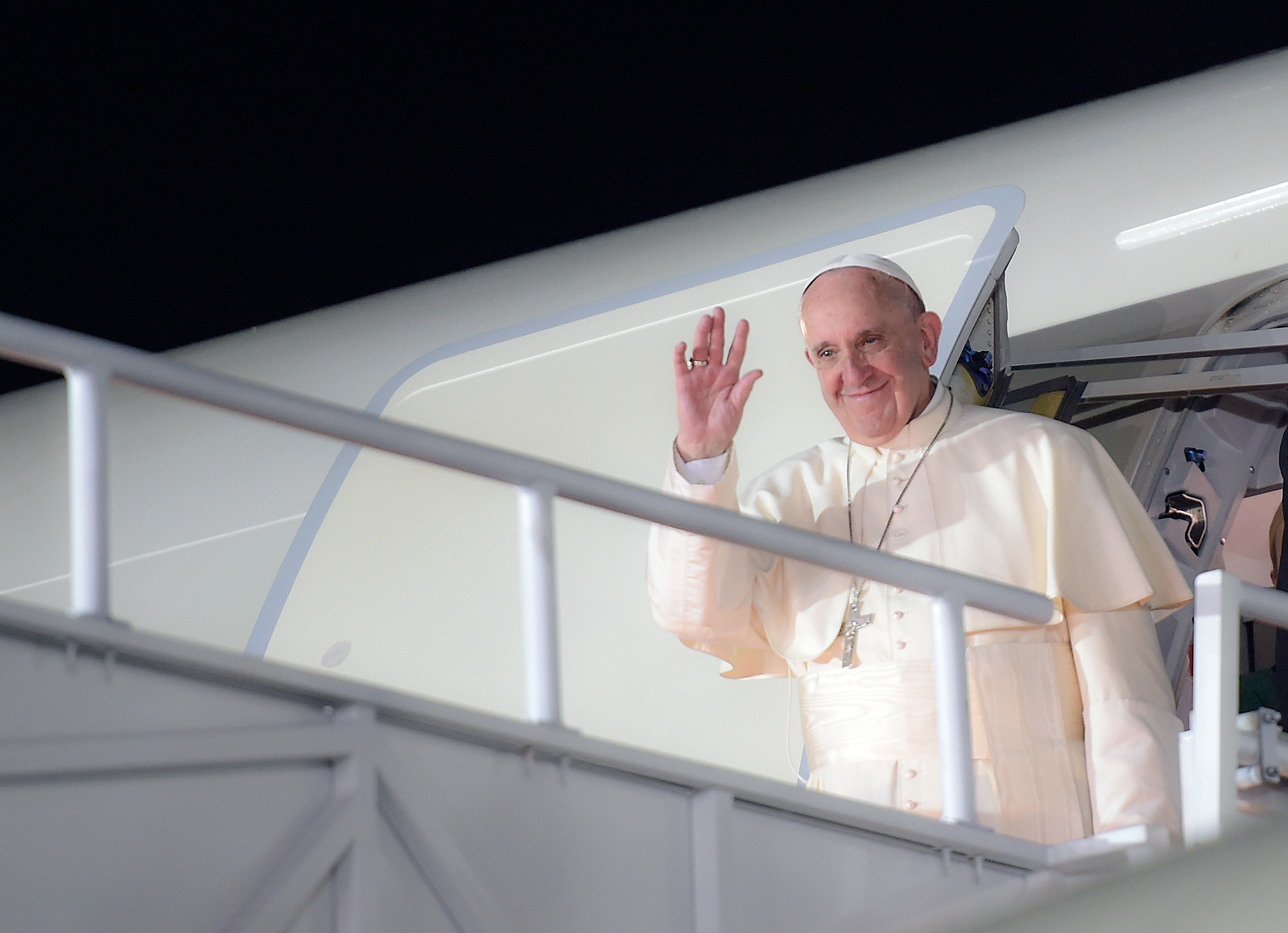
Papa Francisco inicia sua visita ao México

A viagem apostólica do Papa Francisco a Cuba e ao México ocorreu de 12 a 17 de fevereiro de 2016. A visita ao México foi realizada sob o lema “Missionário de Misericórdia e Paz” (Misionerio de Misericordia y Paz).
A visita a Cuba esteve associada ao primeiro encontro do chefe da Igreja Católica com o chefe da Igreja Ortodoxa Russa, o Patriarca Cirilo I de Moscou e de toda a Rússia.
Foi a 12ª visita do papa desde o seu pontificado. Francisco foi o terceiro papa a visitar o México. Anteriormente, João Paulo II foi o primeiro a visitar este país cinco vezes (1979, 1990, 1993, 1999 e 2002) e uma vez em 2012 por Bento XVI. É também o primeiro papa da história que, após um curto espaço de tempo, 5 meses, visitou novamente o país (no caso de Cuba).

## Programa de peregrinação[3]

### Cuba/México
Às 8h41 o avião que transporta o Papa parte do Aeroporto Internacional de Roma/Fiumicino com destino a Cuba e às 13h54 chega ao aeroporto “José Martí” de Havana. Às 14h15, reunião privada e inédita do chefe da Igreja Católica com o chefe da Igreja Ortodoxa Russa. Depois de uma reunião de duas horas, na presença do Presidente de Cuba, Raúl Castro, houve uma cerimónia de assinatura de uma declaração conjunta católico-ortodoxa pelos dois chefes de ambas as Igrejas sobre questões como a perseguição aos cristãos no Médio Oriente, família, secularização, lugar dos cristãos numa sociedade secularizada, questões juvenis e proteção da vida. Às 17h10, o Papa Francisco despediu-se do Patriarca Cirilo I e, às 17h30, o avião com o Papa partiu do aeroporto de Havana para a Cidade do México, no México. Às 19h30, o avião chegou ao Aeroporto Internacional Benito Juárez, no México.

### México

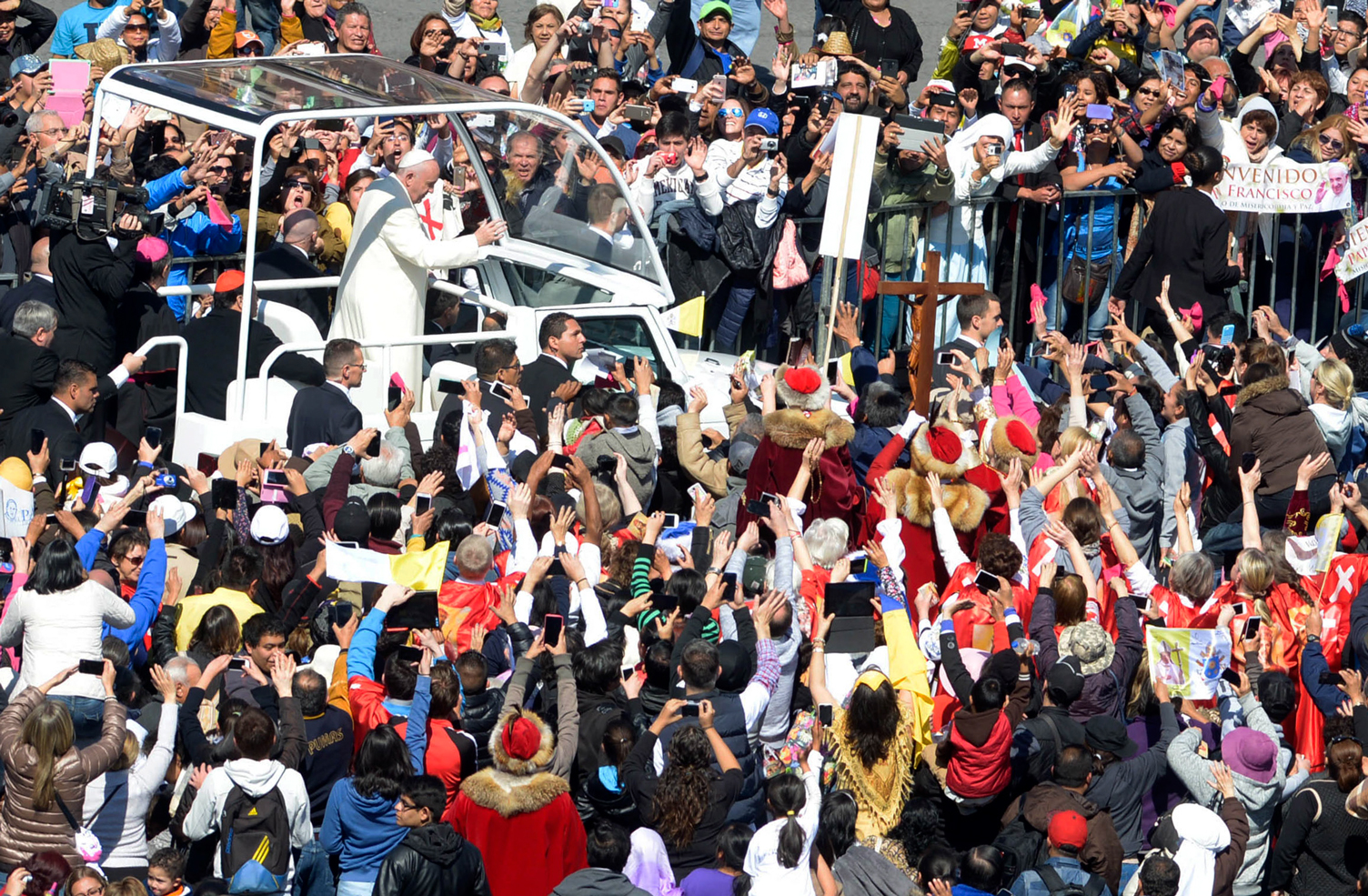
Papa Francisco cumprimenta os fiéis do México

Às 9h30 houve uma cerimônia de boas-vindas ao Bispo de Roma no Palácio Nacional, seguida de uma visita de cortesia ao Presidente do México, e às 10h30 houve um encontro do Papa com as autoridades, a sociedade civil e o corpo diplomático. Às 11h30 o Papa se encontra com os bispos mexicanos. Às 17 horas, o Papa celebrou a solene Eucaristia na Basílica de Nossa Senhora de Guadalupe.
Às 10h30 o Papa voou de helicóptero para Ecatepec, onde às 11h30 o Papa presidiria a Eucaristia no Centro de Estudos. Depois da Eucaristia no seminário teológico de Ecatepec, o Papa almoçou e depois, às 16h45, o Papa voou de volta à capital do México. Ao chegar à capital, às 17h45, o Papa visitou o Hospital Pediátrico “Federico Gómez”.
Às 9h15, o helicóptero com o Papa partiu da capital para San Cristóbal de Las Casas, onde às 10h30, no Centro Desportivo Municipal, o Papa presidiu a Eucaristia com as comunidades indígenas de Chiapas, e depois a Eucaristia, às 13h, o Papa almoçou com eles. Às 15h00 o Papa visitou a Catedral de San Cristóbal de las Casas e às 15h35 o Papa voou para Tuxtla Gutiérrez, onde se encontrou com as famílias no estádio "Víctor Manuel Reyna" de Tuxtla Gutiérrez. Após o encontro, o Papa voou para a capital do México às 18h30.
Às 7h50 o helicóptero com o Papa partiu para Morelia. Às 10h00, no estádio “Venustiano Carranza”, o Papa celebrou a solene Eucaristia com a participação de sacerdotes, homens e religiosas, pessoas consagradas e seminaristas. Às 15h20 o Papa visitou a catedral de Morelia e às 16h30 o Papa encontrou-se com os jovens no estádio “José María Morelos y Pavón”. Depois de se encontrar com os jovens, o Papa voou para o México.
Às 8h35, o helicóptero com o Papa partiu para Ciudad Juárez, onde chegou ao Aeroporto Internacional "Abraham González" de Ciudad Juárez às 10h. Às 10h30 o Papa visitou a Penitenciária (CeReSo n.3) e depois da visita às 12h00 o Papa encontrou-se com o mundo do trabalho no Colégio de Bachilleres do estado de Chihuahua. Às 16h, no recinto de feiras de Ciudad Juárez, o Papa presidiu uma missa solene. Após este ponto da visita, ocorreu uma cerimônia de despedida no Aeroporto Internacional de Ciudad Juárez às 19h e a saída para Roma ocorreu às 19h30 .
Às 14h45 chegada ao Aeroporto Internacional de Roma/Fiumicino.